# Флёрова, Вера Александровна
Вера Александровна Флёрова (1913, Новочеркасск — 9 октября 1936, Приэльбрусье) — советский геолог, первооткрывательница в Кабардино-Балкарии Тырныаузского вольфрамо-молибденового месторождения — на котором был построен комбинат ставший основой нового города — Тырныауз.

## Биография
Родилась в 1913 году в Новочеркасске в семье известного донского ученого-ботаника А. Ф. Флерова.
В 1931 поступила на горно-геологический факультет Новочеркасского геологоразведочного института. Член ВЛКСМ.
В 1932—1934 годах в составе небольших поисковых партий выезжала на полевую практику в Приэльбрусье.
Ещё будучи студенткой вблизи горного хребта Тырныауз-Тау (по-балкарски «Ущелье ветров») обнаружила в кварцевых обломках вкрапления молибдена. 
Осенью 1934 года, окончив институт, став женой и помощником начальника разведывательной партии инженера-геолога Б. В. Орлова, и приняла участие в глубокой разведке, когда было установлено, что это крупное месторождение вольфрамо-молибденовых руд.
В 1936 году трагически погибла: возвращаясь из геологической разведки, была сброшена порывом ветра с подвесного мостика в бурные воды горной реки Баксан.
Решением коллегии Министерства геологии СССР первооткрывателями месторождения Вера Флерова и Борис Орлов были признаны посмертно (Орлов погиб в 1946 году).

## Память
Вершина горы, где был найден молибден, носит название «Пик Веры».
Имя Веры Флёровой носит одна из площадей Тырныауза. 
Высоко в горах в стороне от оживленной трассы ей установлен скромный обелиск. 
Её именем названы цветы произрастающие в Приэльбрусье.
Ей посвящена симфоническая поэма «Легенда-Быль» композитора Николая Пузея.
По мотивам истории открытия Тырныаузского месторождения и биографии Веры Флёровой в 1975 году снят историко-биографический фильм «Всадник с молнией в руке».